# (277) Elvira
(277) Elvira ist ein Asteroid des äußeren Hauptgürtels, der am 3. Mai 1888 vom französischen Astronomen Auguste Charlois am Observatoire de Nice entdeckt wurde.
Der Asteroid wurde möglicherweise benannt nach der Hauptfigur in Méditations poétiques (1820) und Harmonies poétiques et religieuses (1830) des französischen Staatsmanns und Dichters Alphonse de Lamartine (1790–1869).
(277) Elvira ist eines der größeren Mitglieder der Koronis-Familie, einer sehr zahlreichen Gruppe von Asteroiden, die durch eine kollisionsbedingte Zerstörung des Vorgängerkörpers von (158) Koronis entstanden.

## Wissenschaftliche Auswertung
Aus Ergebnissen der IRAS Minor Planet Survey (IMPS) wurden 1992 Angaben zu Durchmesser und Albedo für zahlreiche Asteroiden abgeleitet, darunter auch (277) Elvira, für die damals Werte von 27,2 km bzw. 0,28 erhalten wurden. Eine Auswertung von Beobachtungen durch das Projekt NEOWISE im nahen Infrarot führte 2011 zu vorläufigen Werten für den Durchmesser und die Albedo im sichtbaren Bereich von 31,2 km bzw. 0,20. Nach neuen Messungen mit NEOWISE wurden die Werte 2014 auf 30,4 km bzw. 0,20 korrigiert.
Photometrische Messungen des Asteroiden fanden erstmals statt vom 7. bis 9. Oktober 1983 am McDonald-Observatorium in Texas. Aus der aufgezeichneten, recht lückenhaften Lichtkurve wurde eine Rotationsperiode von etwa 30 Stunden abgeleitet. Weitere Beobachtungen vom 15. bis 18. Februar 1985 bestätigten diese Vermutung, trugen aber nicht zu einer Verbesserung des Wertes bei. Ausführlichere Messungen erfolgten dann vom 25. Juli bis 21. August 1992 und vom 11. Oktober bis 21. November 1993 am Wallace Astrophysical Observatory (WAO) in Massachusetts. Die Auswertung der Daten führte nun zu einer genaueren Rotationsperiode von 29,69 h.
Aus den archivierten Daten wurde in der Ukraine für (277) Elvira eine Rotationsperiode von 29,6924 h abgeleitet. Es wurde daneben eine Position für die Rotationsachse retrograder Rotation sowie die Achsenverhältnisse eines dreiachsig-ellipsoidischen Gestaltmodells für den Asteroiden berechnet.
Ebenfalls aus den archivierten Daten in Verbindung mit neuen Beobachtungen vom 6. bis 15. Januar 2000 am WAO konnten dann in einer Untersuchung von 2003 für den Asteroiden zwei alternative Lösungen für die Position der Rotationsachse mit retrograder Rotation abgeleitet werden, für die Rotationsperiode ergab sich ein Wert von 29,6921 h. Außerdem wurden die Achsenverhältnisse für eine dreiachsig-ellipsoidische Form berechnet und ein Gestaltmodell erstellt. Neue Messungen vom 6. Juli bis 6. Oktober 2002 am Whitin Observatory in Massachusetts führten zu Verbesserungen bei der Position der Rotationsachse und zu einer Periode von 29,6922 h. Aus Messungen durch IRAS im Infraroten von Juli bis September 1983 wurden in einer Untersuchung von 2009 die thermischen Trägheitswerte von 11 Hauptgürtelasteroiden mit Durchmessern <100 km und bekannten Formen und Rotationsachsen abgeleitet. Neben Abschätzungen für die Größe von (277) Elvira zu 36–40 km und für die Albedo zu 0,13–0,16 ergab sich eine leichte Bevorzugung einer der beiden alternativen Rotationsachsen.
Eine Auswertung von archivierten Lichtkurven des United States Naval Observatory, der Catalina Sky Survey und der Siding Spring Survey ermöglichte 2011 für ein dreidimensionales Gestaltmodell die Angabe einer eindeutigen Position der Rotationsachse mit retrograder Rotation sowie einer Periode von 29,6922 h. Aus archivierten Daten des Asteroid Terrestrial-impact Last Alert System (ATLAS) aus dem Zeitraum 2015 bis 2018 bestätigte eine Untersuchung von 2020 erneut die Rotationsperiode mit 29,68 h, darüber hinaus konnte eine taxonomische Zuordnung mit einer Wahrscheinlichkeit von 99 % für einen S-Typ angegeben werden.
Aus den Daten von ATLAS konnte in einer Untersuchung von 2022 mit der Methode der konvexen Inversion noch einmal eine Rotationsperiode von 29,6925 h bestimmt werden. Im Jahr 2023 wurde aus photometrischen Messungen von Gaia DR3 erneut ein dreidimensionales Gestaltmodell des Asteroiden für eine Rotationsachse mit retrograder Rotation und einer Periode von 29,692 h berechnet.